# Aeroportul Nal
Aeroportul Nal (IATA: BKB, ICAO: VIBK) este un aeroport din Bikaner, Bikaner district⁠(d), Bikaner division⁠(d), Rajasthan, India. Aeroportul a fost tranzitat în decembrie 2022 de 2.841 de pasageri.
Situat la o altitudine de 229 m, aeroportul dispune de o singură pistă. Este operat de Indian Air Force⁠(d).